# Вад Нобави
«Вад Нобави» (англ. Wad Nobawi) — суданский футбольный клуб из одноимённого района города Омдурман, выступающий в чемпионате Судана.

## История
Клуб был основан в 1944 году. Впервые в высший дивизион Судана команда вышла в 1974 году, после чего президент Судана Джафар Мухаммед Нимейри, сам являвшийся уроженцем Вад-Нубави, одобрил строительство нового стадиона для клуба. Команда провела в элите суданского футбола 10 лет, после чего в 1984 году вылетела из высшего дивизиона.
В 2020 году «Вад Нобави» принял участие в стыковых матчах за право выступать в высшем дивизионе Судана, но проиграл «Аль-Хилялю» из Кадугли (0:1 по сумме двух встреч).
После 38-летнего отсутствия «Вад Нобави» вернулся в высшую лигу Судана в 2022 году и завершил сезон на восьмом месте.
В сезоне 2022/23, прерванном из-за начала гражданской войны, команда успела провести 27 матчей и на момент остановки турнира занимала 12-ю позицию среди 18 команд.
Крупнейшее поражение в чемпионате команда потерпела 12 октября 2022 года в матче против «Аль-Хиляля» из Омдурмана — 0:4.
В 2025 году турнир был возобновлён, но «Вад Нобави» снялся с участия до его начала.
В составе команды в разное время играли футболисты, имеющие опыт выступления за национальную сборную Судана, такие как Рамадан Аджеб, Омер Аль-Масри и Али Джафар.